# Феликс Лансис Санчес
Феликс Лансис Санчес (на испански: Félix Lancís Sánchez) е кубински политик. Той е бивш министър-председател на Куба на два пъти – от 1944 г. до 1945 г. и от 1950 г. до 1951 г.

## Биография
Учи медицина в университета в Хавана. Активен в студентски организации, противопоставящи се на режима на Херардо Мачадо. През 1934 г. е един от основателите на Автентичната кубинска революционна партия. След това се присъединява към партията „Революционен съюз“.
На 10 октомври 1944 г. е назначен от президента Рамон Грау за министър-председател на Куба. Напуска тази позиция през октомври 1945 г. Избран за сенатор през 1948 г. Преназначен за министър-председател на 6 октомври 1950 г. Освободен и назначен за министър на образованието на 1 октомври 1951 г. от президента Карлос Прио Сокарас.